# Аалто, Пекка (писатель)
Пекка Аалто (фин. Pekka Aalto) — финский писатель.

## Биография
Уроженец Беломорской Карелии Пекка Аалто принимал участие в Первой советско-финской войне. В конечном счёте, был вынужден бежать в Финляндию. Затем работал делопроизводителем в Кеми. Был участником Советско-финской войны (1941—1944). Аалто умер в полевом госпитале 8 октября 1941 года после ранения на озере близ Поросозеро. Его автобиографический роман «Карельские орлы» (Karjalan kotkat) был опубликован через 2 года после смерти.

## Произведения
- Karjalan kotkat : kahden vapaustaistelijan tarina. Suomen kirja, Helsinki 1943